# 전자감시제도
전자감시란 축적된 개개인의 데이터베이스를 활용하여 개인의 생각과 행동을 감시하는 것을 뜻한다. 전자감시제도란 일정한 조건으로 석방 또는 가석방된 범죄자가 지정된 시간에 지정된 장소에 있는지 여부를 확인하기 위해서 범죄자의 손목 또는 발목에 전자감응장치를 부착시켜 유선전화기 또는 무선장비를 이용하여서 원격 감시하는 새로운 제도를 말한다. 이는 미국에서 본격적으로 처음 시행된 후 프랑스, 이탈리아, 캐나다, 호주, 영국 등으로 확산되었다.
대한민국에서 시행되고 있는 관련 법률로는 '특정범죄자에대한위치추적전자장치부착등에관한법률'(일부개정 2010.4.15 법률 제10257호)이 있다.

## 전자감시제도의 방식
전자감시의 방식에는 크게 단속적 감시시스템, 계속적 감시시스템, 탐지시스템이 있다. 현재 시행중인 특정 성폭력범죄자에 대한 위치추적 전자장치 부착에 관한 법률의 감시방식은 탐지시스템의 일종으로 볼 수 있다. 탐지시스템은 감시대상자가 부착하고 있는 소형발신기로부터 나오는 지속적인 무선신호를 감지하여 감시대상자가 주거에 있는지에 대한 여부를 확인하는 방식이다. 감시자가 자동차로 감시대상자의 주거지 부근을 지날 때, 감시대상자에게 부착된 송신기로부터 신호를 수신한다. 미국의 경우도 특정 성범죄자에 대하여 GPS를 이용하여 지속적이고 적극적인 감시가 가능한 형태의 전자감시제도를 입법하고 있다.

## 전자감시제도의 배경
미국에서 최초 시행된 전자감시제도는 1983년 뉴멕시코주 지방법원의 J.Love 판사가 사회내처우 결정을 받은 보호관찰대상자에게 전자팔찌를 착용시켜야 할 사항의 이행 여부를 감독하는 방식으로 실시되었다. 이것은 범죄자를 자유박탈의 구금형에 처하는 것을 피하면서 구금형의 대체수단으로 전자감시를 수반한 보호관찰을 실시한 것이다. 당시 그는 관할 교도소의 과밀수용과 이로 인한 폭동의 움직임을 우려하여 이러한 상황을 개선하고자 전자감시제도를 확대하려는 노력을 계속하여 이 분야에서 선도자적 역할을 수행하였다. 그 후 1984년 플로리다주 팜비치 카운티에서 프라이드사가 전자감시프로그램을 시범 실시함으로써 본격적인 전자감시가 처음 실시되었다. 미국의 초기 전자감시제도는 교두소수감자를 가석방하면서 가택구금의 수단으로 전자감시를 활용하였다. 이후에는 점차 자유형을 선고하여야 할 피고인에 대하여 보호관찰을 선고하면서 전자감시를 준수사항으로 부과하는 형태로 발전해 왔다.
1987년도 미국에서 전자감시 대상자의 범죄의 종류는 교통범죄, 재산범죄, 약물범죄순이었다고 한다. 그리고 음주운전자나 보호관찰 프로그램과 관련된 대상자들에게 선택적으로 시행되었다. 몇몇 전자감시 프로그램은 재범죄의 위험성이 높은 범죄자들에게 먼저 시행되었다.
현재 미국 각주 및 연방에서 입법된 전자감시제도는 강력성범죄자를 그 대상으로 하고있다. 이 법률들은 '제시카 런스포드 법'이라 불리고 있고, 2005년 플로리다에서 입법됐다.
국내의 입법도 제시카법의 영향을 받은 것이라고 평가하고 있으며, 국내의 성범죄가 신상공개제도가 미국의 매건법의 영향을 받은 것과 비슷한 맥락이라 할 수 있다.

## 전자감시제도에 대한 찬성과 반대
정부에서는 안전과 치안,그리고 범죄 예방을 위하여 전자감시제도를 찬성하고 있다. 현행법에서는 전자장치의 부착이 형벌이 아니라 '보안처분'의 성격을 갖고 있음을 드러내고 있다. 전자장치의 부착은 재범이나 상습범을 대상으로 하여 '재범의 위험성'이 있는 경우에 한정해서 이루어진다는 것이 그 이유로 제시되고 있다.
그러나 한편으로는 전자장치의 부착이 사생활의 비밀을 과도하게 침해하는 것이 아닌가 하는 문제가 제기되고 있다. 이것이 일반적인 행동의 자유를 크게 제약함으로써 사생활 형성의 자유를 침해할 수 있는 것이라고 볼 수 있다. 또한 위치확인 수신자료가 간접적으로 피부착명령대상자의 범죄심리를 억제하는 것에 그치고 오히려 성폭력범죄자의 증거발견을 용이하게 함으로써 범죄자의 유죄인정 자료로 활용될 것을 기대한다면 이는 국가의 수사편의를 위하여 과도하게 국민의 사생활을 침해하는 것으로 기본권 제한원리에 반하는 결과를 가져올 수 있다는 지적을 하고 있다.

## 앞으로의 과제
감시 시스템에 대해 성찰해야 한다.
2003년 시민들은 프라이버시를 지키기 위해 감시하는 사람을 거꾸로 감시하는 캠페인의 일환으로 ‘역감시카메라 설치 캠페인’을 시작했다. ‘역감시’란 자신의 프라이버시를 지키기 위해 감시하는 거꾸로 감시하는 활동을 뜻한다. 즉 감시하는 사람이 부당한 감시 활동을 하지는 않는지, 정당한 감시였다 하더라도 그로 인해 얻어진 정보를 나쁜 목적으로 악용하지는 않는지 확인할 수 있어야 최소한의 프라이버시가 보호될 수 있다는 것이다.
감시 기술의 발달 그 자체를 막을 수는 없다. 그렇다면, 감시 기술과 축적된 데이터베이스가 우리 사회와 개개인의 인권에 어떠한 영향을 미칠 것인가에 대한 충분한 고민과 성찰이 필요하다. 또한 감시 기술은 불평등한 권력 관계의 역전을 위해 ‘역감시’ 캠페인처럼 권력에 대한 역감시의 도구로 사용될 수 있어야 한다. 주민등록정보의 전산화, NEIS, 유전자 정보 은행 등 국가 주도로 추진되는 ‘전자감시’는 개인 정보에 대한 과도한 수집이라는 점에서 위험하기 그지 없다. 한편 축적된 데이터 베이스의 경우, 가능하면 정보에 대한 접근이 보다 평등해져야 할 것이다. 무엇보다도 감시가 누구에 의해, 어떻게 이루어지는가에 대한 비판적인 의식이 필요한 때다.

## 판례
- 특정 성폭력범죄자에 대한 위치추적 전자장치 부착에 관한 법률에 의한 전자감시제도는 과잉금지의 원칙, 일사부재리의 원칙 등에 위배된다고 볼 수는 없다.[1]

## 같이 보기
- 형사정책

## 참고 문헌
- 김혜정, 《전자감시는 새로운 행형의 신호탄인가?》한국형사정책학회, 2000.
- 문정민, 《성범죄자 전자감시제도에 대한 고찰》 한국법학회, 2008.
- 최정학, 《전자감시제도(Electronic Monitoring)의 도입에 관한 연구》 한국형사정책학회, 2007.